# Francisco Salas
Francisco Lleroa Salas (Granada, 12 de marzo de 1812-Madrid, 21 de junio de 1875) fue un cantante de ópera y zarzuela con voz de bajo-barítono, compositor y empresario español. Junto a Joaquín Gaztambide, Francisco Asenjo Barbieri y Luis de Olona impulsó la zarzuela y fundó el Teatro de la Zarzuela, del que además fue gestor durante varios años. En su época, fue uno de los cantantes favoritos del público por sus intervenciones en las óperas de los grandes compositores nacionales e internacionales del momento como Gaetano Donizetti, Wolfgang Amadeus Mozart, Vincenzo Bellini, Gioachino Rossini, Giovanni Pacini.

## Trayectoria
Nació en una Granada ocupada por las tropas francesas en el marco de la guerra de la Independencia Española donde reinaba la miseria. Su padre murió el mismo año de su nacimiento, por lo que su madre tuvo que recurrir a la ayuda del Real Hospicio y de la Casa Cuna de Granada. Creció ayudando a su madre en un comercio. Desde siempre tuvo buenas cualidades para el canto y en la adolescencia desarrolló su voz de bajo-barítono.
Gracias a algunos músicos granadinos que le ayudaron, a los dieciséis años entró en contacto con el tenor Leandro Valencia, que se convirtió en su protector y profesor de solfeo y canto y le facilitó la entrada en el teatro. En 1929, con diecisiete años, Salas se mudó a Madrid acompañado por su madre. Con la ayuda de Valencia, empezó a trabajar en el coro de una compañía de ópera italiana en el Teatro de la Cruz y recibió clases del maestro de canto José Reart y el actor José Valero lo incluyó entre los galanes jóvenes de la compañía.
En octubre de 1831, con diecinueve años, debutó como solista con El condestable de Chester de Pacini, al indisponerse el bajo protagonista Rodríguez Calonge. Para conseguir este papel, aseguró al director de la orquesta Ramón Carnicer que lo conocía entero de memoria. Consiguió un gran éxito y el 9 de marzo de 1832 fue contratado por la compañía como partiquino y como sustituto cuando se le necesitaba. En la temporada 1833-1834 tenía un sueldo de 28 reales diarios y, con el tiempo, llegó a ser una de las voces solistas.
En enero de 1833, fue cabeza de cartel en la ópera El califa de Bagdad de François-Adrien Boieldieu, poco después en Chiara de Rosenberg de Luigi Ricci y continuó cantando en óperas como Don Giovanni, Norma o El barbero de Sevilla. Se convirtió en el único español con éxito sobre los escenarios musicales de Madrid en los que triunfaban principalmente cantantes italianos. En esta época, conoció a la actriz y cantante sevillana Bárbara Lamadrid, máxima figura de la escena española, con la que se casó y tuvo tres hijos. A ambos les gustaban las canciones populares, regionales y los boleros españoles y no dudaban en llevarlas a sus conciertos benéficos o patrióticos, de manera que rescataron del olvido algunas viejas tonadillas como El Trípili. Durante estos años obtuvo grandes éxitos en sus giras por toda España con montajes de ópera como Los dos Fígaros, de Saverio Mercadante, El prisionero de Edimburgo y Una aventura de Scaramuccia de Ricci o las obras de los grandes maestros del momento Rossini, Bellini o Donizetti. En sus recitales, atendía con agrado las peticiones por parte del público de canciones españolas y animaba a los jóvenes compositores para que las escribieran.
La hermana de Bárbara, Teodora Lamadrid, también actriz, estaba casada con el tenor y compositor italiano Basilio Basili y junto a él, Salas realizó el primer intento de comedia lírica española, El novio y el concierto, que consistía en una secuencia de canciones españolas mezcladas con arias y recitados al estilo italiano. Pero a pesar de ser una composición del prestigioso dramaturgo Manuel Bretón de los Herreros casi nadie lo tomó en serio. 
En 1939, se asoció con Elías Noren, Julián Romea y el pintor escenógrafo Francisco Lucini para solicitar al Ayuntamiento el arriendo de los teatros del Príncipe y de la Cruz. Salas se hizo cargo de este último en el que programó óperas italianas como La campanilla del boticario, adaptación de la ópera bufa Il campanello de notte o Viva la mamma donde cantó él mismo y en falsete el papel de Ágata y donde comenzó a promocionar obras españolas compuestas por su cuñado Basili, entre las que cabe destacar Los contrabandistas, con libreto de Tomás Rodríguez Rubí, en la que Salas cantaba canciones populares, El ventorrillo de Crespo también con libreto de Rodríguez Rubí, que tuvo peor acogida por parte de la crítica pues la consideró una copia burda de la ópera italiana con canciones españolas o El diablo predicador que, a pesar de no tener un gran éxito, al menos giró por provincias.
Hacia comienzos de la década de 1840, Salas, con alrededor de treinta años de edad, estaba considerado el más destacado bajo-barítono español del momento. En 1842, compuso la canción española con ritmo de bolero Los toros del puerto, con letra con letra de González Bravo, que llegó a ser muy popular y cuya melodía fue utilizada posteriormente por Franz Liszt en una de sus composiciones. Ese mismo año, el empresario José Acuña que gestionaba el Teatro de Granada contrató a Salas para El elixir de amor de Donizetti, que se estrenó el 10 de junio. En la ciudad, coincidió con la cantante Pauline Viardot-García que se encontraba viajando por España con su esposo el escritor Louis Viardot para promocionar la traducción del español al francés de Quijote. Ambos cantantes dieron algunos recitales juntos en la sede de Santo Domingo del Liceo, en el Salón Árabe de la Alhambra y en el Teatro del Campillo, interpretando dúos de Norma y El barbero de Sevilla, arias de Las bodas de Figaro y canciones como la popular Tirolesa de la Malibrán, hermana de Pauline y otras compuestas por el padre de ambas, Manuel García. Para finalizar su estancia en Granada, programó el sainete La zarzuela interrumpida o lo que sea sonará, (música de Ramón Carnicer) que había sido estrenado en el Teatro de la Cruz en diciembre de 1841.
En 1844 organizó con el tenor Manuel Ojeda una gira por el norte de España con un espectáculo compuesto por varias canciones y una obra de Basili, La pendencia con texto de Juan Sandoval que terminó en París, donde estaba previsto que se representara en el Teatro Italiano que dirigía Rossini pero esto no llegó a suceder, sin embargo, se dieron algunas representaciones privadas en los salones de la condesa de Merlín y de la marquesa de las Marismas.
La crítica reprochaba a Salas que no se dedicara más a la ópera italiana, sin embargo él, que continuaba interesado en el establecimiento de una ópera nacional con bases estables y cierta autonomía, puso en marcha la nueva obra de su cuñado El diablo predicador que a pesar de tener buena acogida, fue nuevamente denostada por los entendidos por tratarse de una pieza con canciones españolas al estilo de la ópera italiana. Era evidente que la sociedad madrileña tenía necesidad de un teatro musical español y para dar respuesta, la Academia Real de la Música decidió crear una asociación que lo impulsara. Hubo varias reuniones en el Liceo Artístico pero el proyecto no avanzó. La familia real también se interesó por la aparición de una ópera española que pudiera competir con la italiana y mostraba su apoyo programando música española en sus acontecimientos notable como en los festejos nupciales de Isabel II y el infante Francisco el 10 de octubre de 1846, donde Salas colaboró interpretando algunas canciones durante la representación de La alcaldesa de Zamarramala, de Juan Eugenio Hartzenbusch. Pero el proyecto no llegó a tomar forma. A pesar de ello, un grupo compuesto por Salas, Arrieta, Eslava y otros se comprometieron por escrito a seguir intentando la creación de una ópera propia a la altura de la italiana con temáticas, ambientaciones y música españolas. Bajo estas premisas se crearon obras que, sin embargo, tuvieron poco éxito.

## Creación de la zarzuela
En 1846 se cerró el Teatro de la Cruz y el espacio de referencia para el teatro lírico español pasó a ser el Teatro del Circo. Para garantizar la asistencia de público, se contó con Salas y se programaron números en los que brillaba especialmente. Este prefería seguir con su empresa en Madrid en lugar de aceptar las ofertas que le llegaban de importantes compañías de ópera internacionales. En 1849, se estrenó en el teatro del Instituto Español Colegialas y soldados del compositor Rafael Hernando y el libretista Mariano Pina, que es considerada la primera obra que responde a lo que posteriormente se estableció como los cánones del género de la zarzuela. Después, para el teatro Variedades, los mismos autores montaron El duende, una obra con idénticas características. Gaztambide y Olona también estrenaron en el Teatro Español (Príncipe), en 1849 La mensajera.

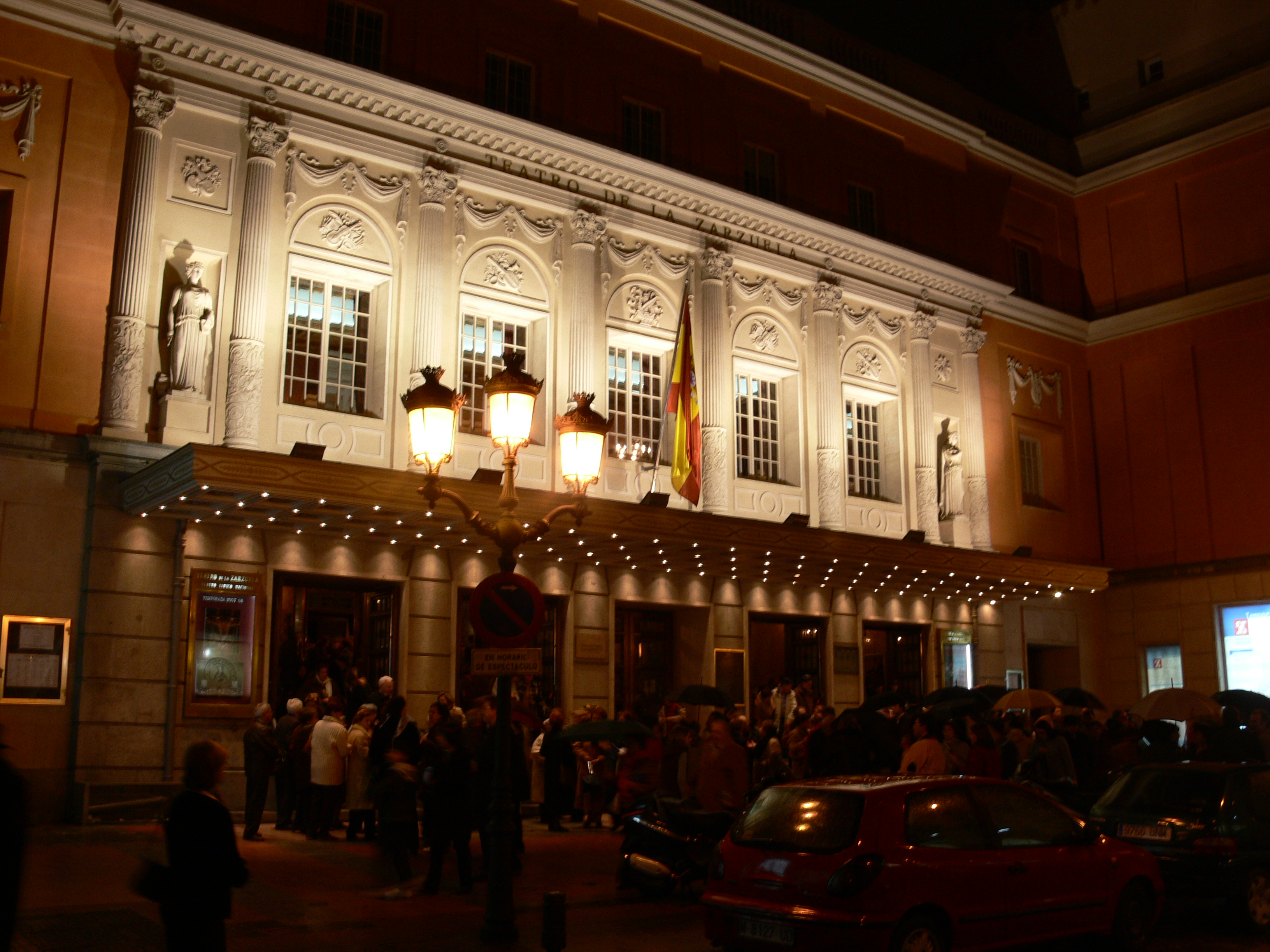
Teatro de la Zarzuela (Madrid)

En 1850, los compositores se dieron cuenta de que la alianza entre ellos no era suficiente, así que Hernando, Barbieri, Gaztambide, Inzenga y Oudrid se asociaron con el escritor Luis Olona y con Salas para crear una sociedad con la que arrancar definitivamente el proyecto de la zarzuela. El interés por Salas se debía no solo a su gran prestigio como cantante que atraía siempre al público, sino a que, debido a los altos cachés que cobraba, pudo ofrecer a la Sociedad Lírica Española un préstamo de 40 000 reales y mientras que los socios se adjudicaron un sueldo mensual de 600 reales al mes, Salas llegó a cobrar 8000. La colaboración entre ellos comenzó en 1850, sin embargo, la sociedad no se inscribió hasta julio de 1851. Las primeras obras como Gloria y peluca (1850), Tramoya (1850) de Barbieri o Escenas de Chamberí compuesta por los autores de la Sociedad fueron mejor acogidas por el público que por la crítica, aun así, no lo suficiente como para mantener una economía saneada. A duras penas se pudo sostener la empresa hasta que en 1851, llegó el éxito con Jugar con fuego de Barbieri y libreto de Ventura de la Vega que propuso dar un giro a las tonadillas escénicas de un acto haciendo una obra de mayor envergadura con tres actos, mayor peso argumental y, por lo tanto, con más números musicales. El fruto de esta propuesta es considerado el primer gran triunfo de la zarzuela. La estrenó en el Teatro del Circo la compañía de Salas que contaba con célebres cantantes como el tenor cómico Vicente Caltañazor con el que formó pareja artística durante muchos años y se calcula que llegó a recaudar 10 000 reales cada noche e hizo patente que existía una tercera vía entre la tonadilla popular antigua y la ansiada gran ópera española.
Se sucedieron los trabajos de los compositores de la Sociedad Lírica Española y de otros autores. Así se estrenaron Galanteos en Venecia (1853), Los diamantes de la corona (1854), Mis dos mujeres (1855) o Los dos ciegos (1855) de Barbieri, El valle de Andorra (1852) y Catalina (1854) de Gaztambide, Buenas noches señor don Simón (1852) y El postillón de la Rioja (1856) de Oudrid, El grumete (1853), El dominó azul (1853) y Marina (1855), de Emilio Arrieta con Francisco Camprodón que tuvieron gran éxito en el panorama artístico madrileño y reforzaron el prestigio que ya tenía Salas, que solía reservarse primeros papeles.
El alquiler del Teatro del Circo no era barato (6000 pesetas al mes) y tampoco contaba con las mejores instalaciones, así que, los socios vieron la necesidad de crear un teatro que además tuviera mejores condiciones. El desembolso de capital era elevado por lo que se vieron obligados a buscar a alguien que lo aportara y en mayo de 1855, Francisco de las Rivas y Ubieta aceptó financiar el proyecto. Se propuso un terreno de su propiedad en la calle Jovellanos, justo frente al domicilio de Salas. Hernando, Oudrid e Inzenga decidieron abandonar la empresa y el 11 de febrero de 1856, Olona, Salas, Gaztambide, Barbieri y de las Rivas firmaron el contrato. Finalmente el presupuesto fue de algo más de un millón de pesetas que le debería ser devuelto por los socios en doce años. En marzo de 1856 se puso la primera piedra del edificio del Teatro de la Zarzuela.
En enero de ese mismo año, de 1856, Isabel II había concedido la cruz de Carlos III a Gaztambide, Barbieri, Salas y Caltañazor como recompensa por su labor de creación y sostén de la zarzuela. Siete meses más tarde, el 10 de octubre de 1856, el Teatro de la Zarzuela abrió sus puertas por primera vez sin haber tenido ninguna ayuda pública. Aparecieron nuevos compositores de zarzuelas como Mariano Vázquez y Manuel Fernández Caballero, pero a excepción de alguna obra como Los magyares (1857) de Gaztambide, las nuevas tuvieron un éxito discreto y claramente insuficiente para mantener el negocio, por lo que en ocasiones hubo que programar espectáculos antiguos ya consolidados. Finalmente, la empresa se disolvió en 1858 y Salas se quedó al frente del teatro, aunque meses después volvió Gaztambide. La disolución fue amistosa y el teatro continuó montando trabajos de los antiguos socios como el caso de Gaztambide con El Juramento (1858), que además dio a Salas uno de sus papeles más famosos puesto que seguía reservándose la mayoría de papeles protagonistas.
Salas persiguió que Arrieta fuera uno de los compositores del Teatro de la Zarzuela, lo que se materializó en 1858 con el estreno de Azón Visconti. También lo intentó con José Zorrilla, pero en este caso no tuvo éxito porque Amor y Arte (1862) con música de Gabriel Balart no alcanzó la popularidad esperada y la marcha de Zorrilla a México no permitió más colaboraciones.
La prensa, en especial Pedro Antonio de Alarcón, acusó a Salas de preferir la cantidad a la calidad. A pesar de ello, alguna de las propuestas fue muy bien acogida por el público como ¡En las astas del toro! (1862) de Gaztambide con libreto de Carlos Frontaura, que estuvo en cartel durante años y logró buenas taquillas. En 1865, el género se reactivó con el montaje de Pan y toros, con música de Barbieri y texto de José Picón.
A partir de 1866, Francisco Arderíus puso en la escena del Teatro Variedades lo que a imitación de  "Les Bouffes Parisiens" que había visto en París, llamó "bufos madrileños", una mezcla de teatro convencional, musical, improvisación, mimo, baile y humor ácido que supusieron una seria competencia para el Teatro de la Zarzuela.
Salas continuaba paralelamente con su faceta de cantante y actuaba todos los años en Barcelona donde solía aprovechar para dar a conocer la programación del Teatro de la Zarzuela.
En 1864 terminó el contrato de Salas con el teatro y los siguientes cuatro años la institución vivió una etapa inestable, por lo que los profesionales pidieron que Salas volviera a gestionarlo, de manera que en 1868 tomó nuevamente las riendas. Fue el año de la Revolución de 1868 que provocó el destronamiento y exilio de la reina Isabel II y el inicio del Sexenio Democrático. En la sala del teatro se estrenó el himno ¡Abajo los Borbones! de Arrieta y se recibió al nuevo rey Amadeo de Saboya.
En 1870, se sucedieron algunas desgracias para Salas. En marzo, falleció su socio y aliado Gaztambide y el 17 de junio hubo un incendio en el teatro que afectó al almacén de vestuario y decorados. Durante seis horas ardió todo el patrimonio escénico acumulado en quince años que el seguro no llegó a cubrir, lo que provocó su catástrofe económica. A pesar de los conciertos solidarios y otras ayudas, el empresario y su esposa quedaron en la ruina, pero consiguió montar una compañía y el 15 de septiembre el teatro comenzó temporada con total normalidad. Sin embargo, las dificultades continuaron, pues tuvo que lidiar con la dura competencia del Teatro del Circo frente a la que el montaje de la zarzuela El molinero de Subiza, de Oudrid y Eguilaz, no evitó que las deudas se incrementaran.
En septiembre de 1870, Jacques Offenbach visitó Madrid inesperadamente. Era el autor de moda del momento y asistió a las representaciones de su obra Barbazul que estaban teniendo lugar en el Teatro de la Zarzuela, lo que entusiasmó al público. Aceptó la invitación de Salas de dirigir al mes siguiente las representaciones de otra de sus óperas, Los brigantes y provocó con ello el delirio de la audiencia. También recibió en el mismo marco la Cruz de Comendador de la Orden de Carlos III.
El 3 de julio de 1874 falleció su hijo Antonio de veintiún años con la carrera de Medicina recién acabada y Salas se encontró sin fuerzas para afrontar las dificultades que presentaba la temporada. Esperaba que llegaran las nuevas obras que demandaba el público, pero estas no llegaban y además tenía que afrontar no solo la competencia de los bufos de Arderíus, sino también la inauguración de un nuevo teatro, el Apolo que llegó a ser conocido como la catedral del género chico. Afortunadamente, tuvo la suerte de que apareciera una zarzuela exitosa que se estrenó el 21 de diciembre de 1874, El barberillo de Lavapiés, con libreto de Luis Mariano de Larra y música de Barbieri, sin embargo, y a pesar de que fue muy alabada, no evitó la quiebra del teatro que cerró sus puertas en abril de 1875. Desde enero de ese mismo año, Salas que había tenido que abandonar su casa de la calle Jovellanos frente al teatro, vivía en un hotel en el Paseo de la Castellana 42 gracias a la caridad de su amigo el violinista y compositor Jesús de Monasterio. Falleció a causa de una enfermedad que ya arrastraba, el 21 de junio a las doce de la mañana. Fue enterrado en el cementerio de San Nicolás, la comitiva fúnebre, que estaba compuesta por los niños acogidos en el Hospicio como era costumbre y por familiares, personas conocidas y admiradores, se detuvo ante el Teatro de la Zarzuela que lucía ornamentos de luto y su orquesta junto a la del Teatro del Circo interpretaron la Marcha de El Profeta de Meyerbeer.
Durante la temporada siguiente, gestionó el teatro un antiguo colaborador suyo, el tenor riojano Manuel Sanz y después su propio hijo Enrique.

## Reconocimientos
1856 - Cruz de Carlos III.
La ciudad de Madrid tiene dedicada una calle a Francisco Salas en el distrito de Tetuán desde el 2 de marzo de 1887.